# 尼科諾里夫卡 (丘托韋區)
49°48′47″N 35°0′12″E / 49.81306°N 35.00333°E
尼科諾里夫卡（烏克蘭語：Никонорівка），是烏克蘭中部的村莊，隸屬波爾塔瓦州的波爾塔瓦區。該村處於斯溫基夫卡河畔，距離菲連科韋1公里，海拔高度150米，2001年人口229。